# یسکه گریفیون
 یسکه گریفیون (انگلیسی: Jiske Griffioen؛ زادهٔ ۱۷ آوریل ۱۹۸۵) یک تنیس‌باز اهل هلند است.